# Горки (село, Камешковский район)
Горки — село в Камешковском районе Владимирской области России, входит в состав Второвского муниципального образования.

## География
Село расположено в 19 км на северо-восток от центра поселения села Второво и в 7 км на юг от райцентра Камешково.

## История
Ещё в начале XVII столетия сельцо Горки было пожаловано царём Василием IV Ивановичем Шуйским «за московское осадное сидение» в вотчину дворянину Тихону Ивановичу Траханиотову. В 1724 году село Горки стало владением Никиты Вильбоа. В 1721 году в честь заключения Ништадского мира, Вильбоа получил чин капитана первого ранга и был награждён за отличную службу имением в селе Горки с окрестными деревнями. С 1763 года Горки стали владением В. И. Челищевой, с 1782 год — Левашевых. В Горках размещалась помещичья усадьба Левашевых. Крестьяне села Горки в период Отечественной войны 1812 года вступили в ряды 3-го пешего казачьего полка Владимирского ополчения, где и прослужили более двух лет. Население села в течение XVII—XIX веков увеличивалось быстрыми темпами. После реформы 1861 года временнообязанные горкинские крестьяне ещё долго платили оброк по 10 рублей серебром с ревизской души. С 1864 по 1896 год Горки являлись центром одноимённой Горкинской волости, которая была затем объединена с Эдемской волостью Ковровского уезда. Часть крестьян села Горки промышляла торговлей, ходили коробейниками продавать товар в отдаленных местах. Хлеб местные крестьяне возили во Владимир и Ковров. За счёт рабочих население почти всех сёл и деревень этого района значительно увеличилось. На рубеже XIX—XX столетий село являлось довольно значительным торговым центром. В 1882 году в Горках открылось земское начальное народное училище. Обязанности законоучителя там выполняли священники местной Троицкой церкви. В училище сначала обучались 60 человек, к 1915 году — 74 человека. В 1916 году при земстве на средства жителей из лучших материалов в селе была построена школа. Школа в Горках пережила советскую эпоху, но была закрыта в 2009 году.
В 1934 году образовался колхоз имени Свердлова. Сначала в колхозе было всего пять человек, всего одна лошадь. Позже в колхозе появился конный двор в 25 лошадей. С 1940 года Горки входят в Камешковский район Владимирской области.
В Великую Отечественную войну жители села Горки помогали военным в тылу. В 1941—1943 годах с южной стороны на окраине села Горки на возвышенности солдаты построили землянку, затем установили вышку и привезли зенитную установку, которую обслуживали девушки в военной форме. Именно здесь, на краю села Горки со стороны Мишнева, проходила трасса полётов немецких самолётов на стратегические военные объекты городов Коврова, Дзержинска, Горького и узловую станцию Второво. Жители села Горки шили военным одежду.
В годы Советской власти до 1998 года село входило в состав Волковойновского сельсовета.

## Население
| 1859 | 1897 | 1905 | 1926 |
| ---- | ---- | ---- | ---- |
| 540  | 803  | 986  | 830  |

| 1859 | 1897 | 1905 | 1926 | 2002 | 2010 | 2021 |
| ---- | ---- | ---- | ---- | ---- | ---- | ---- |
| 540  | ↗803 | ↗986 | ↘830 | ↘388 | ↘322 | ↗349 |

## Современное состояние
В 2005 селяне добились того, что в Горки провели газ. В здании клуба, построенного в 60-х годах, работает несколько кружков. Сохранился рукописный архив.

## Достопримечательности

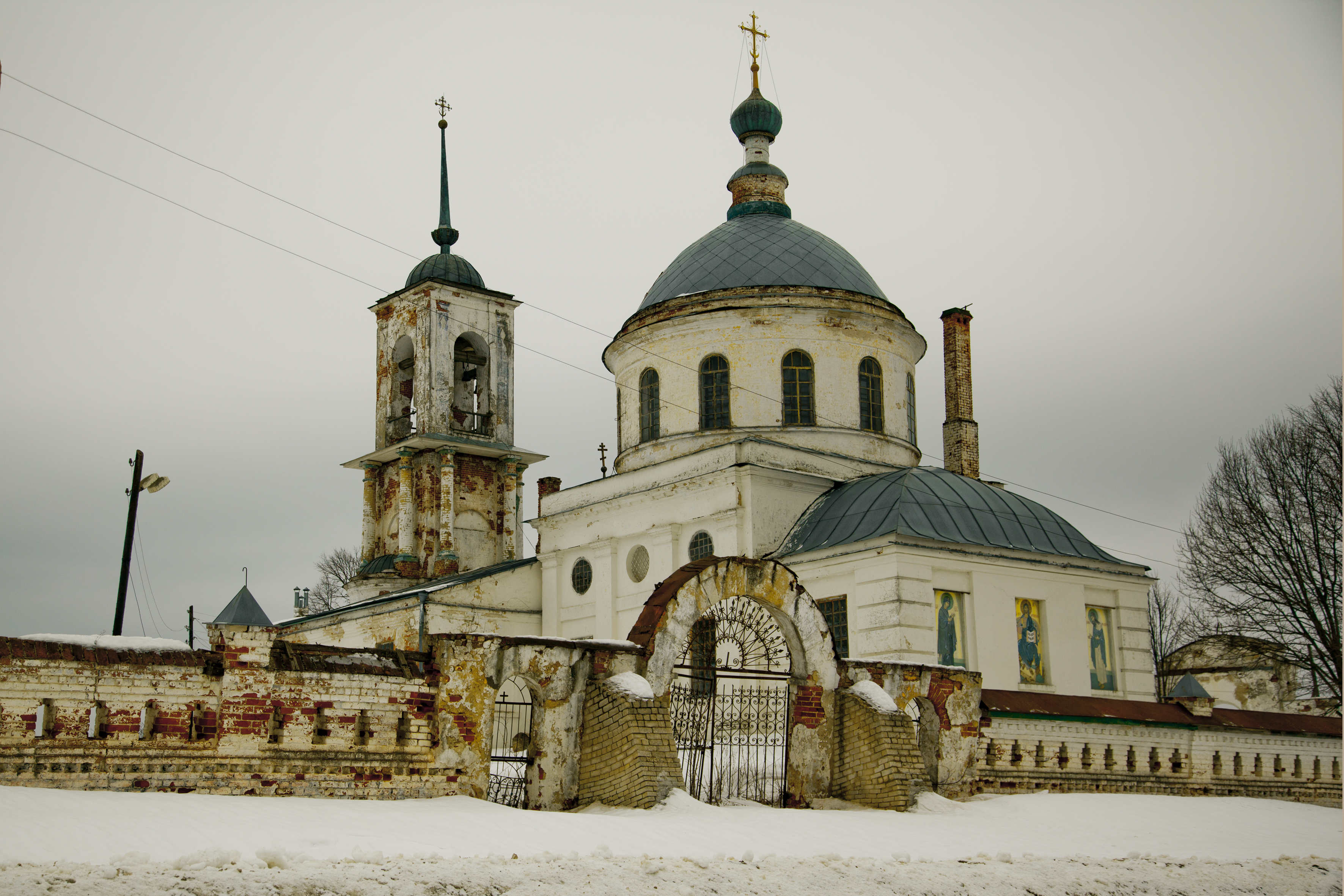
Церковь Троицы Живоначальной. 2013 год

В селе находится действующая церковь Троицы Живоначальной (1801).
Деревянная церковь в селе Горки в честь Святой Живоначальной Троицы была построена в 1679 году на средства вотчинника стольника Александра Ивановича Траханиотова. К 1738 году церковь пришла в крайнюю ветхость и была заменена новой деревянной церковью. До XIX века почти все храмы были деревянными. Повсеместное строительство каменных храмов на Владимирской земле началось с 1800 года. Чуть ли не каждый год возводились и освящались новые храмы. Каменный храм в селе Горки был построен в 1801 году на средства прихожан. В 1864 году к нему была пристроена тёплая каменная церковь, а в 1891 году она была соединена с холодной в одну. Здесь было два придела: в честь Корсунской иконы Божией Матери и в честь святого великомученика Дмитрия Солунского. Церкви принадлежали кладбищенская деревянная на каменном фундаменте входная часовня, устроенная в 1889 году, а также сторожка, где помещалось земское народное училище. В храме хранились копии метрических книг с 1802 года, исповедальных росписей с 1829 года, опись церковного имущества. Церковь была закрыта в 1938 году, открыта в ноябре 1946 года. Храм, колокольня и ограда сохранились полностью.